# 米德爾頓 (愛達荷州)
米德爾頓（英語：Middleton）是一個位於美國愛達荷州坎寧縣的城市。

## 地理
米德爾頓的座標為43°42′23″N 116°37′13″W / 43.70639°N 116.62028°W，而該地的平均海拔高度為731米（即2398英尺）。

## 人口
根據2010年美國人口普查的數據，米德爾頓的面積為13.92平方千米，當中陸地面積為13.83平方千米，而水域面積為0.09平方千米。當地共有人口5524人，而人口密度為每平方千米396.84人。